# Бланч, Исабель
Исабель «Исабелита» Бланч Руис (исп. Isabel «Isabelita» Blanch Ruiz) (13 ноября 1904, Валенсия, Испания — 14 марта 1985, Мехико, Мексика) — мексиканская и испанская актриса театра и кино и радиоведущая.

## Биография
Родилась 13 ноября 1904 года в Валенсии в семье Висенте Бланч Переса и Исабель Руис. Также имела младшую сестру Аниту Бланч (1910-83), которая решила также пойти по стопам своей старшей сестры. В мексиканском театре дебютировала в 1920 году и уже в 1921 году вместе с труппой Хасинто Бенавенте отправилась на гастроли в Мексику с которой выступала на театральных сценах. Мексика так понравилась актрисе, что та решила остаться в этой стране, где продолжила свою театральную деятельность в труппах Леопольдо Ортина и Мануэля Тамеса. Актриса играла спектакли в жанрах комедия и мелодрама. В конце 1920-х годов её младшая сестра Анита основала труппу «Сестры Бланч», где родные сёстры и её коллектив ставили различные спектакли. Их труппа просуществовала вплоть до начала 1950-х годов. В мексиканском кинематографе дебютировала в 1935 году и до 1971 года снялась в 15 работах в кино, включая два телесериала. Она также выступала в качестве радиоведущей нескольких радиопрограмм. В ноябре 1934 года она стала одной из основательниц Национальной ассоциации актёров (ANDA).

### Последние годы жизни
В последние годы жизни у актрисы появились проблемы со здоровьем, из-за чего у актрисы были длительные перерывы между съёмками — первый перерыв случился между 1952 и 1960 годами, второй короткий случился между 1960 и 1962 годами и третий случился между 1962 и 1971 годами. После обострения состояния здоровья, актриса порвала с кинематографом в 1971 году. Актриса страдала из-за проблем с сердцем и головным мозгом.
Скончалась 14 марта 1985 года в Мехико от острого сердечно-сосудистого заболевания и нетравматического кровоизлияния в мозг. Похоронена в склепе на территории Национальной ассоциации актёров (ANDA) на кладбище Пантеон.

## Фильмография

### Телесериалы
| Год  | Название телесериала  | Роль |
| ---- | --------------------- | ---- |
| 1960 | Другой                |      |
| 1971 | Частный преподаватель |      |

### Фильмы
| Год  | Название телесериала                          | Роль                                       |
| ---- | --------------------------------------------- | ------------------------------------------ |
| 1935 | Твой сын; Чикаго Лупонини                     | Нанетт; Исабель                            |
| 1940 | Богом забытый                                 | Руперта                                    |
| 1941 | Ночь молодожёнов                              |                                            |
| 1942 | Байсано Джалиль; Женский дом; Кто тебя любит? | Консолакион; Эпизод; Бальдомера Колларитос |
| 1944 | Няня; Счастливая маленькая прогулка           | Тётя няни; Эпизод                          |
| 1947 | С музыкой внутри                              | Маргарита                                  |
| 1949 | Школа для семейных пар                        |                                            |
| 1952 | Покер тузов                                   | Донья Эуфемия                              |
| 1962 | Секреты слабого пола                          |                                            |